# Tomatina
La Tomatina es una fiesta que se celebra en el municipio valenciano de Buñol (España). Se celebra siempre el último miércoles del mes de agosto, dentro de la semana de fiestas de Buñol y consiste en que los participantes se arrojan tomates los unos a los otros.

## Descripción

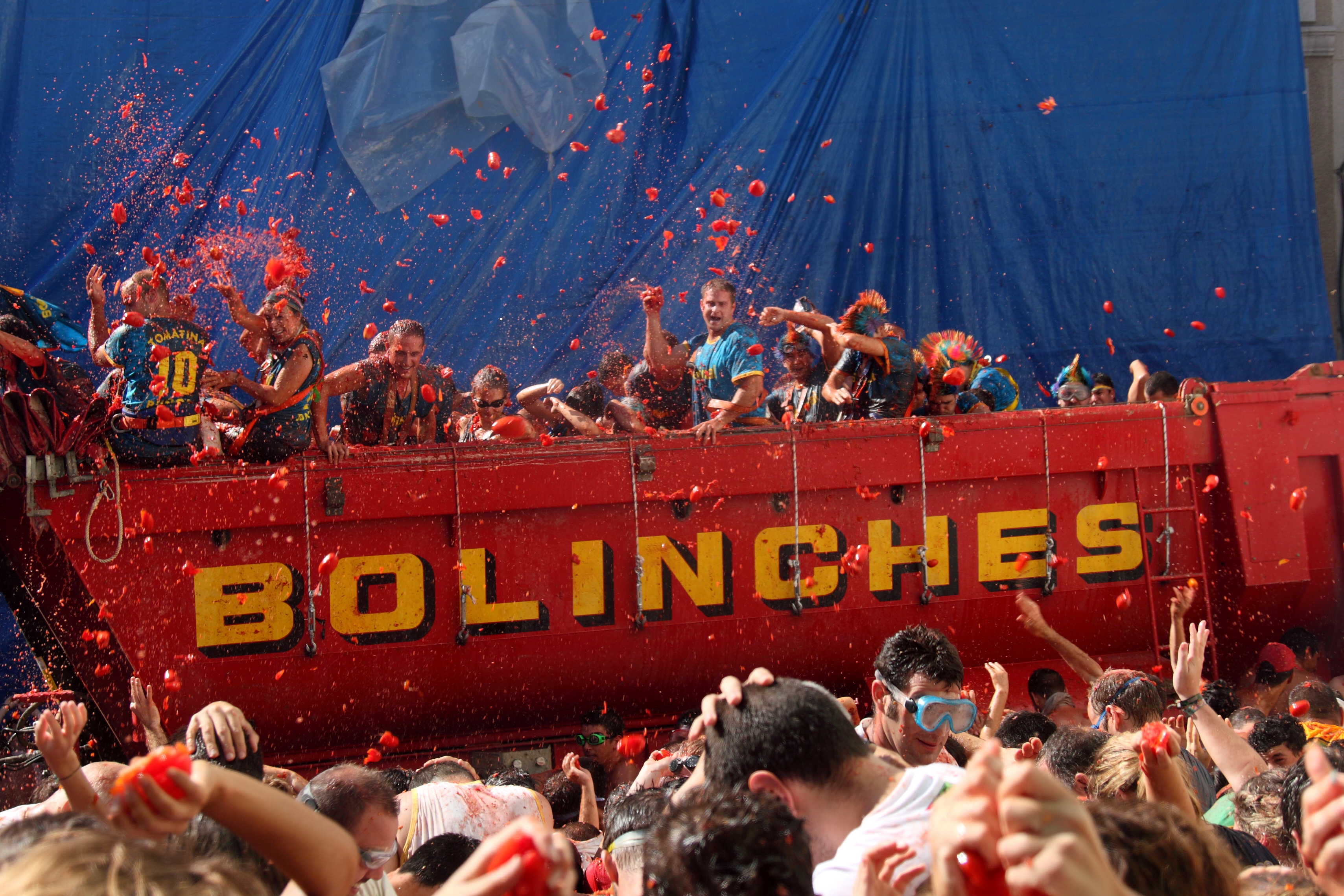
Arrojando tomates desde un camión

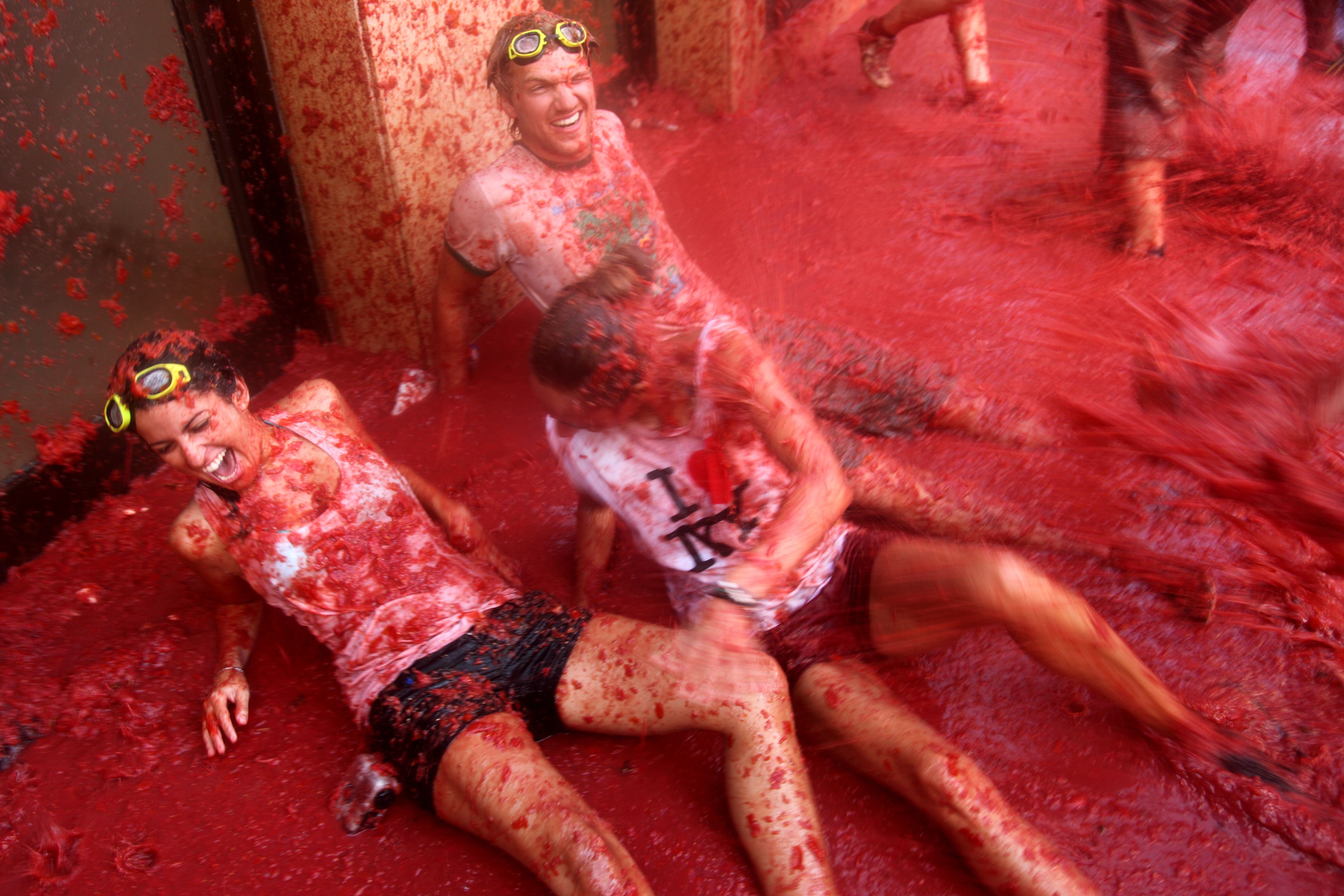
Gente sobre el manto de tomate

El miércoles de la semana de fiestas patronales de Buñol, que es siempre el último miércoles de agosto, tiene lugar la Tomatina, una batalla de tomates a lo largo de varias calles y en la plaza del pueblo.
Actualmente la noche anterior a este miércoles se denomina "la de la empalma", término que alude a ir de fiesta hasta el amanecer, disponiendo para ello de chiringuitos patrocinados por el ayuntamiento y de locales gestionados por vecinos abiertos exclusivamente para este día.
En torno a las 10 horas comienza el primer evento de La Tomatina. Es el "palo jabón", una cucaña que consiste en subir a un poste engrasado para alcanzar un jamón colgado en la parte superior. Una vez que alguien ha conseguido soltar el jamón del palo, se da la señal para el comienzo de la batalla de tomates, que suele ser sobre las 11 del mediodía, cuando suena la carcasa o traca y comienza el evento principal. Seis camiones son los encargados de distribuir las casi 150 toneladas de tomate entre los asistentes, que desde 2013 tienen aforo máximo de 22 000 personas: los vehículos pasan a un ritmo muy lento entre la multitud congregada en el recorrido (calles San Luis, Cid, y Plaza del Pueblo) mientras un grupo de vecinos de la localidad, subidos a los volquetes de los vehículos, se encargan de repartir los tomates entre la gente, lanzándoselos. Uno de los grandes momentos de la fiesta se produce cuando las cajas de los camiones se levantan, volcando gran cantidad de tomates y jugo sobre las calles, a los que la gente se lanza para regodearse en ellos y recoger munición.
Después de exactamente una hora, la lucha termina al disparo de la segunda carcasa anunciando el final. Toda la plaza queda teñida de rojo y se forman ríos de jugo de tomate. El proceso de limpieza de las calles lo realizan las brigadas de limpieza de la localidad, ayudadas por los propios vecinos. Los participantes suelen aprovechar el agua de las mangueras para quitarse el tomate pegado al cuerpo y así darse un primer aseo. Algunos se acercan al charco de “los peñones” para lavarse. Tras la limpieza, las calles del pueblo, que son de adoquín, quedan impolutas debido a la acidez del tomate que desinfecta y limpia a fondo todas las superficies.
Los tomates proceden de Chilches (Castellón), donde son menos costosos y se cultivan específicamente para estas fiestas, ya que su sabor no resulta adecuado para el consumo. Para los participantes se recomienda el uso de gafas protectoras y guantes. Antes de lanzarlos, los tomates se deben aplastar para que no dañen a nadie.

## Historia
Existen varias interpretaciones sobre el origen de esta fiesta popular. Según algunos historiadores, su origen se debe a una broma. Un hombre estaba en la plaza del pueblo cantando y tocando música, cuando un grupo de jóvenes que lo escuchaban empezaron a lanzarle tomates que sacaron de un puesto de frutas y verduras de la plaza, debido a que el hombre cantaba muy mal. Todo el mundo que había en la plaza decidió unirse y terminó en una batalla de tomates. 
En Tarazona (Zaragoza) se cuenta que la Tomatina de Buñol fue realmente impulsada por "El Deivi", personaje turiasonense y gran profesional del Cipotegato. En Tarazona, desde tiempos inmemoriales se celebra todos los 27 de agosto el Cipotegato, también conocido como Tomatada, fiesta donde todo el pueblo se encuentra en batalla campal con tomates en la hermosa plaza del Ayuntamiento, pero con unos objetivos y tradiciones diferentes. Se cuenta, que fue "El Deivi" en uno de sus viajes por las festividades españolas quien sugirió hacer una batalla campal de tomates mientras disfrutaba las fiestas de Buñol. Corría el año 1949 y el pueblo, encantado con las astucias del personaje turiasonense, recibió de buen agrado la propuesta. Tanto se repitió año a año, que llegó a los tiempos actuales, ganando en fama a la tomatada original de Tarazona. En repetidas ocasiones se ha propuesto el nombramiento de una calle en honor al Deivi e incluso el levantamiento de alguna estatua en la propia plaza en alusión al conocido fundador. Por no estar demostrada la veracidad de la historia, nunca ha llegado a llevarse a cabo la acción, existiendo opiniones contrariadas en el pueblo de Buñol.
Sin embargo, la versión más fiable e histórica dice que todo comenzó en 1945. La plaza de la ciudad (donde la "Tomatina" se celebra tradicionalmente en la actualidad) estaba llena de jóvenes para ser testigos de la fiesta tradicional de "Gigantes y Cabezudos" (un desfile de figuras gigantes de carnaval con cabezas grotescas). Algunos jóvenes decidieron unirse a la comitiva del desfile porque querían participar. Este movimiento provocó el rechazo por parte de la comitiva, la cual comenzó un forcejeo donde empujaron a los que llevaban los disfraces gigantes. Uno de los participantes cayó y cuando se levantó empezó a pelear con quien estaba cerca de él y empezó una pelea. Por casualidad, allí había un puesto de verduras con cajas abiertas que mostraban los productos en venta. 
El año siguiente, al llegar el mismo miércoles de agosto, se repitió el mismo escenario con la diferencia de que los manifestantes llevaron los tomates desde sus casas y, una vez más, la batalla fue detenida por la policía local. En los años sucesivos, las autoridades prohibieron la celebración, pero esta fiesta se ha seguido celebrando cada año desde entonces de una forma u otra, gracias a la voluntad de los vecinos de hacerla perdurar. 
En el año 1957, dado que la "tomatina" no se podía realizar, algunos jóvenes planearon celebrar el “entierro del tomate”, con cantantes, músicos, y comedias. Una manifestación curiosa en la que el reclamo principal fue un ataúd con un gran tomate dentro, seguido por una banda que tocaba las marchas fúnebres. Ese episodio hizo reflexionar a las autoridades, que finalmente en 1959 la volvieron a autorizar, bajo ciertas reglas y condiciones. Entre los cambios apareció el “palo jabón”, cucaña que se celebra una hora antes del comienzo de la tomatina, así como por ejemplo delimitar la duración de la batalla mediante petardos, que anunciarán el inicio y el final de la fiesta. 
Otro momento importante en la historia de esta fiesta es 1975. Fue a partir de este año que "Los Clavarios de San Luis Bertrán" (el ejército de San Luis Bertrán, el patrón de la localidad de Buñol) organizaron toda la fiesta y se encargaron de aportar los tomates que previamente habían sido traídos por la gente local. Poco después, en 1980, el Ayuntamiento tomó la responsabilidad de organizar la fiesta. 
La fiesta comenzó a ser popular en el resto de España gracias al reportaje de Javier Basilio, emitido en el programa de Televisión Española Informe semanal en 1983. Desde entonces, año a año fue creciendo el número de participantes y el entusiasmo por La Tomatina. El éxito llevó a que La Tomatina de Buñol fuera declarada en 2002 Fiesta de Interés Turístico Internacional por la Secretaría General de Turismo.
Desde el año 2013, y para evitar aglomeraciones, el ayuntamiento de Buñol decidió limitar el aforo a la fiesta. Desde entonces se necesitan entradas para poder participar, que han de ser compradas a través de un distribuidor oficial, de modo que los participantes no pasan de los 22 000 (cuando hubo ediciones que superaron los 45 000). Así, se garantiza una mayor comodidad y seguridad para los asistentes.
Desde 2020, la Tomatina estuvo en hiato por la pandemia de COVID-19 y se volvería a reanudar en 2022.

## La Tomatina y su repercusión internacional
La Tomatina es una de las fiestas españolas con mayor repercusión internacional, y una de las citas del verano para los amantes de la diversión y turistas de todas las nacionalidades. Este entusiasmo por La Tomatina no ha pasado desapercibido a anunciantes y publicistas de todo el mundo; grandes marcas y corporaciones de ámbito internacional ya han llevado a cabo rodajes de publicidad y patrocinios relacionando sus productos con la fiesta, que es imagen de juventud, pasión y energía. También se han hecho rodajes para películas, llevando La Tomatina al cine.
Algunos ejemplos de apariciones de La Tomatina en diferentes campañas y soportes:
- La empresa de videojuegos Namco incluyó en la 6.ª entrega de la saga de videojuegos de lucha Tekken, un escenario que emula la tomatina buñolense.[2]
- En noviembre de 2009 el director Darío J. Ferrer rodó el cortometraje oficial sobre los orígenes de la Tomatina El Punto Rojo, en el que participan Alejo Sauras, Mariam Hernández, José Montó, Pepe Carabias, Javivi, Ewa Miller, Joan Gadea, Lola Moltó, entre otros conocidos actores y que se estrena con notable éxito en 2011.
- En 2011 Bollywood da a conocer en la India la fiesta con la película Sólo se vive una vez, del director Zoya Akhtar.
- En 2011, Lynne Ramsay dirige la película Tenemos que hablar de Kevin,[3] multipremiada en festivales, en la que la protagonista (Tilda Swinton) acude a La Tomatina.
- La factoría Disney ha incluido en 2015 a La Tomatina en uno de sus célebres Disney Shorts, titulado Al rojo vivo.
- Google ha sacado un anuncio de su app ‘Questions’ donde se nombra la fiesta de Buñol.
- En julio de 2015 Hollywood rodó en Buñol varias escenas para la película All I See Is You, del director Marc Forster, y con Blake Lively y Jason Clarke como protagonistas principales.
- En el día de La Tomatina de 2015, Google hace un Google Doodle en honor al septuagésimo aniversario de la popular fiesta.
- La película de 2025 Jefes de Estado (película), protagonizada por Idris Elba y John Cena, comienza durante la celebración de la Tomatina, cuando están persiguiendo a un traficante de armas ruso.

## La Tomatina infantil
La Tomatina no es solamente una fiesta para los adultos, ahora los niños también pueden participar con la Tomatina infantil. Y es que el futuro de esta fiesta está más que asegurado con la sexta edición de la Tomatina infantil. Normalmente tiene lugar en la Plaza de Buñol, el último sábado de agosto, a las 13:00h. La Tomatina infantil nace en 2013 para que los más pequeños puedan disfrutar de la Tomatina como lo hacen los adultos. Es una fiesta reservada a niños de 4 a 14 años. Se celebra el último sábado del mes de agosto. Por lo que respecta a la duración de esta “mini batalla” es de 30-40 minutos aproximadamente.

## «Exportación» de la fiesta
El éxito de La Tomatina de Buñol ha traspasado todas las fronteras. Se reciben miles de visitantes llegados desde lugares tan dispares y lejanos como Australia, Corea del Sur, Japón, India, Estados Unidos, Canadá, o Costa Rica. Eso sin olvidar a una gran mayoría de visitantes de todas partes de Europa.
Pero no solo eso, la popularidad de la propia fiesta ha propiciado la aparición de distintas réplicas en países muy distantes entre sí. 
- Lamarque, Río Negro,[4][5][6]  Argentina, desde 1972
- Tomatina de la Feria del Tomate de San José de Trojas, en San Pedro de Sarchí, Provincia de Alajuela,[7][8]  Costa Rica, desde 2000
- Sutamarchán Boyacá,[9]  Colombia, desde 2004
- Dongguan,[10]  China, desde 2008
- Quillón,[11]  Chile, desde 2011
- Boryeong,[12]  Corea del Sur, desde 2013